# Space (canal de televisión)
Space es un canal de televisión por suscripción latinoamericano de origen argentino. Es propiedad de Warner Bros. Discovery y es operado por Warner Bros. Discovery Latin America.  El canal está orientado al público de jóvenes y adultos (entre 14 a 55 años).

## Historia
Space fue lanzado al aire el 11 de marzo de 1991 por la empresa Imagen Satelital del empresario argentino Alberto González y fue el primer canal de películas las 24 horas en Latinoamérica. La programación del canal, con fuerte énfasis en el cine, se componía de películas de los Estados Unidos, hispanas e internacionales, bloques temáticos cinematográficos y eventos de boxeo.
En mayo de 1997, pasó a manos de Cisneros Television Group (que en el 2000 pasó a ser Claxson Interactive Group al fusionarse con Ibero American Media Partners y el portal El Sitio), después de que ésta adquiere Imagen Satelital. En abril de 2002, junto a una renovación de imagen, se incluyen a la programación otras opciones de entretenimiento, como especiales artísticos.
En octubre de 2007, Space junto con un paquete de otras 6 señales pertenecientes a Claxson Interactive Group (I.Sat, Fashion TV, HTV, Infinito, MuchMusic y Retro) fueron adquiridas por Turner Broadcasting System Latin America, una de las divisiones de Time Warner.
El 8 de abril de 2008, buscando brindar opciones diferentes, Turner le dio al canal un reposicionamiento, ya que el enfoque de Space era similar al de TNT (otro canal del grupo) y enfoca su programación a películas y series de acción, aventura y suspenso, dejando de lado la propuesta de cine internacional e iberoamericano, el cual tomaba fuerza en el canal hermano I.Sat.
El canal también comienza a ser distribuido a todo Latinoamérica en julio de 2009, que hasta el momento había contado con una fuerte presencia en el Cono Sur. Esto fue acompañado de una renovación total de imagen corporativa y logo.
En 2009, se lanza una señal en simultáneo en HD y desde 2011, incluye la opción de una segunda pista de audio en inglés.